# Льнозавод (Вологодская область)
Льнозавод — посёлок в Бабушкинском районе Вологодской области.
Входит в состав Миньковского сельского поселения, с точки зрения административно-территориального деления — в Миньковский сельсовет.
Расстояние по автодороге до районного центра села имени Бабушкина — 38 км, до центра муниципального образования Миньково — 14 км. Ближайшие населённые пункты — Тиноватка, Миньково, Грозино.
В 1999 году внесён в реестр населённых пунктов Вологодской области как посёлок Льнозавода. В 2001 году название изменено на посёлок Льнозавод.
По переписи 2002 года население — 88 человек (42 мужчины, 46 женщин). Преобладающая национальность — русские (97 %).